# Кањо (Комо)
Кањо (итал. Cagno) је насеље у Италији у округу Комо, региону Ломбардија.
Према процени из 2011. у насељу је живело 2004 становника. Насеље се налази на надморској висини од 414 м.

## Становништво
| 1931. | 1936. | 1951. | 1961. | 1971. | 1981. | 1991. | 2001. | 2011. |
| ----- | ----- | ----- | ----- | ----- | ----- | ----- | ----- | ----- |
| 1.102 | 1.087 | 1.147 | 1.151 | 1.234 | 1.403 | 1.711 | 1.865 | 2.058 |